# Арно ди Пасквале
Арно ди Пасквале (фр. Arnaud Di Pasquale; рођен 11. фебруара 1979) је бивши француски тенисер.
Освојио је бронзану олимпијску медаљу са Олимпијских игара 2000. године у Сиднеју, победио је у борби за треће место Роџера Федерера из Швајцарске. Освојио је укупно једну АТП титулу у појединачној конкуренцији. Најбољи пласман на АТП листи је остварио 2000. године када је био 39 тенисер света.

### Медаље на Олимпијским играма

#### Појединачно: 1 (1 бронза)
| Исход  | Година | Турнир                         | Подлога | Противник     | Резултат                |
| ------ | ------ | ------------------------------ | ------- | ------------- | ----------------------- |
| Бронза | 2000.  | Летње олимпијске игре (Сиднеј) | Бетон   | Роџер Федерер | 7:6(7:5), 6:7(7:9), 6:3 |